# Tres Fan Carga
Tres Fan Carga es un cultivar de higuera de tipo higo común Ficus carica, bífera de higos de epidermis con color de fondo morado  verdoso con sobre color verdoso. Es oriunda de Campo de Tarragona en la Provincia de Tarragona.

## Sinonimia
- „Tres Fan Càrrega“ en Cataluña,[4][5][6]
- „Pecho de Reina“ en Extremadura,

## Historia
Esta variedad se cultiva en el Campo de Tarragona de donde es originaria, El Priorato y Vimbodí, se encuentra en recopilatorios para su estudio y mejora de sus cualidades.
La variedad 'Tres Fan Carga' se describe en el DCVB.

## Características
La higuera 'Tres Fan Carga' es una variedad bífera de tipo higo común. Árbol vigoroso, follaje denso, hojas de verde intenso mayoritariamente trilobuladas en cuyos lóbulos hay dientes presentes y sus márgenes son ondulados. 'Tres Fan Carga' es de un rendimiento medio alto de producción de brevas y escaso de higos de otoño.
Las brevas de un tamaño de anchura por longitud:58,70 x 57,70 mm, con forma de peonza, un peso promedio de 105 gr, con color de fondo morado verdoso con sobre color verdoso. Con un ºBrix (grado de azúcar) de 15,68 de sabor insulso a ficus, con color de la pulpa caramelo rosado. Con cavidad interna mediana, con aquenios medianos y abundantes. Son de un inicio de maduración en las brevas sobre el 1 de junio al 1 de julio. De rendimiento por árbol alto y periodo de cosecha de medio. Resistencia a la manipulación buena.
Los higos 'Tres Fan Carga' de un tamaño de anchura por longitud:43,20 x 39,50 mm, con forma de peonza, un peso promedio de 63 gr, con color de fondo morado verdoso con sobre color verdoso. Con un ºBrix (grado de azúcar) de 19,90 de sabor dulce, con color de la pulpa caramelo rosado. Con cavidad interna mediana, con aquenios medianos y abundantes. Son de un inicio de maduración en las higos sobre el 18 de agosto al 15 septiembre. De rendimiento por árbol escaso y periodo de cosecha de medio. Aptitud de rayado buena y resistencia de manipulación buena.